# ماركيز باتيستا دي أبريو
ماركيز باتيستا دي أبريو (بالبرتغالية: Marques Batista de Abreu‏) (مواليد 12 فبراير 1973) هو لاعب كرة قدم. يلعب مع منتخب البرازيل لكرة القدم منذ عام 1994.

## وصلات خارجية
- ماركيز باتيستا دي أبريو على موقع رابطة كرة القدم اليابانية للمحترفين (اليابانية)
- ماركيز باتيستا دي أبريو على موقع ناشيونال فوتبول تيمز (الإنجليزية)
- ماركيز باتيستا دي أبريو على موقع Soccerway.com (الإنجليزية)
- ماركيز باتيستا دي أبريو على موقع عالم كرة القدم.نت (الإنجليزية)

- National Football Teams